# ワールドシリーズ最優秀選手賞

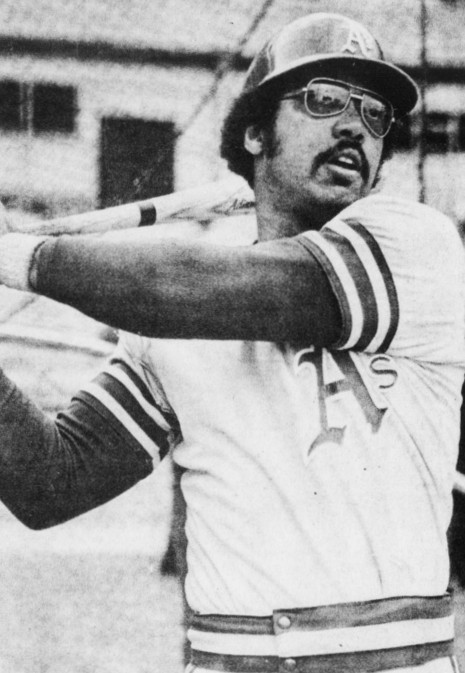
最多受賞者である1973年のMVP
レジー・ジャクソン
写真はアスレチックス在籍時

ワールドシリーズ最優秀選手賞またはワールドシリーズMVP（ワールドシリーズさいゆうしゅうせんしゅしょう、World Series Most Valuable Player Award）は、メジャーリーグベースボール（以下、MLB）の優勝決定戦となるワールドシリーズで最も勝利に貢献した選手に与えられる賞。
1955年に制定され、当初はスポーツ雑誌『スポート』によって選出されていたが、現在はシリーズ最終戦で記者の委員会と関係者の投票によって選出される。
最初の受賞者は1955年のジョニー・ポドレス。レギュラーシーズンでは9勝10敗だったが、シリーズで2戦2完投勝利を記録。1956年はドン・ラーセンが史上初の完全試合を達成し受賞。1960年はボビー・リチャードソンがシリーズ記録となる12打点を挙げ、ヤンキースはピッツバーグ・パイレーツに敗退したにもかかわらず選出された。1977年のレジー・ジャクソンは第6戦で3打席連続本塁打を放つなどシリーズ記録の5本塁打を記録して受賞し、ミスター・オクトーバー（Mr. October）の称号を得た。1979年はウィリー・スタージェルが史上最高齢の39歳で受賞。1996年はジョン・ウェッテランドがシリーズ記録となる4セーブを挙げて選出された。
複数回受賞者はサンディー・コーファックス（1963年・1965年）、ボブ・ギブソン（1964年・1967年）、レジー・ジャクソン（1973年・1977年）、コーリー・シーガー（2020年・2023年）の4選手。複数選手の受賞は1981年のロン・セイ、ペドロ・ゲレーロ、スティーブ・イェーガーの3選手、2001年のランディ・ジョンソン、カート・シリングの2選手と2度ある。
コーファックス（1963年）、フランク・ロビンソン（1966年）、ジャクソン（1973年）、スタージェル（1979年）、マイク・シュミット（1980年）の5選手がシーズンMVPとワールドシリーズMVPを同じ年に受賞。ボブ・ターリー（1958年）、ホワイティー・フォード（1961年）、コーファックス（1963年, 1965年）、ブレット・セイバーヘイゲン（1985年）、オーレル・ハーシュハイザー（1988年）、ジョンソン（2001年）の6選手がサイ・ヤング賞とワールドシリーズMVPを同じ年に受賞。スタージェル（1979年）、ダレル・ポーター（1982年）、ハーシュハイザー（1988年）、リバン・ヘルナンデス（1997年）、コール・ハメルズ（2008年）、デビッド・フリース（2011年）、コーリー・シーガー（2020年）、ジェレミー・ペーニャ（2022年）の8選手がリーグチャンピオンシップシリーズMVPとワールドシリーズMVPを同じ年に受賞している。
コーファックス（1963年）はサイ・ヤング賞・シーズンMVP・ワールドシリーズMVPを同シーズンに受賞した唯一の選手。スタージェル（1979年）はリーグチャンピオンシップシリーズMVP・シーズンMVP・ワールドシリーズMVPを同シーズンに受賞した唯一の選手。ハーシュハイザー（1988年）はサイ・ヤング賞・リーグチャンピオンシップシリーズMVP・ワールドシリーズMVPを受賞した唯一の選手。
松井秀喜（2009年）はOPS 2.0以上を記録した唯一の選手。なお、2位はデビッド・オルティーズ（2013年）のOPS 1.948。
なお、この賞とは別に、ワールドシリーズで最も顕著な活躍をした選手に対して、全米野球記者協会ニューヨーク支部によって選定されるベーブ・ルース賞がある。こちらはワールドシリーズ敗退チームから選出されるケースも稀にある。

## 歴代受賞者
| 年度 | 受賞選手（受賞回数）            | 守備位置 | 所属チーム                     | 成績                                                         |
| ---- | ------------------------------- | -------- | ------------------------------ | ------------------------------------------------------------ |
| 1955 | ジョニー・ポドレス              | 投手     | ブルックリン・ドジャース       | 2勝0敗・防御率1.00・18イニング・2完投・1完封                 |
| 1956 | ドン・ラーセン                  | 投手     | ニューヨーク・ヤンキース       | 1勝0敗・防御率0.00・10.2イニング・完全試合                   |
| 1957 | ルー・バーデット                | 投手     | ミルウォーキー・ブレーブス     | 3勝0敗・防御率0.67・27イニング・13奪三振・3完投・2完封       |
| 1958 | ボブ・ターリー                  | 投手     | ニューヨーク・ヤンキース       | 2勝1敗・防御率2.76・16.1イニング・13奪三振・1完投・1完封     |
| 1959 | ラリー・シェリー                | 投手     | ロサンゼルス・ドジャース       | 2勝0敗2S・防御率0.71・12.2回・5奪三振                        |
| 1960 | ボビー・リチャードソン          | 二塁手   | ニューヨーク・ヤンキース       | 打率.366・1本塁打・2二塁打・2三塁打・12打点                  |
| 1961 | ホワイティー・フォード          | 投手     | ニューヨーク・ヤンキース       | 2勝0敗、防御率0.00・14イニング・7奪三振・1完投・1完封        |
| 1962 | ラルフ・テリー                  | 投手     | ニューヨーク・ヤンキース       | 2勝1敗・防御率1.80・25イニング・16奪三振・2完投・1完封       |
| 1963 | サンディー・コーファックス（1） | 投手     | ロサンゼルス・ドジャース       | 2勝0敗・防御率1.50・18イニング・23奪三振・2完投              |
| 1964 | ボブ・ギブソン（1）             | 投手     | セントルイス・カージナルス     | 2勝1敗・防御率3.00・27イニング・31奪三振・2完投              |
| 1965 | サンディー・コーファックス（2） | 投手     | ロサンゼルス・ドジャース       | 2勝1敗・防御率0.38・24イニング・29奪三振・2完投・2完封       |
| 1966 | フランク・ロビンソン            | 外野手   | ボルチモア・オリオールズ       | 打率.286・1三塁打・2本塁打・3打点                            |
| 1967 | ボブ・ギブソン（2）             | 投手     | セントルイス・カージナルス     | 3勝0敗・防御率1.00・27イニング・26奪三振・3完投・1完封       |
| 1968 | ミッキー・ロリッチ              | 投手     | デトロイト・タイガース         | 3勝0敗・防御率1.67・27イニング・21奪三振・3完投              |
| 1969 | ドン・クレンデノン              | 一塁手   | ニューヨーク・メッツ           | 打率.357・3本塁打・4打点                                     |
| 1970 | ブルックス・ロビンソン          | 三塁手   | ボルチモア・オリオールズ       | 打率.429・2二塁打・2本塁打・6打点                            |
| 1971 | ロベルト・クレメンテ            | 外野手   | ピッツバーグ・パイレーツ       | 打率.414・2二塁打・1三塁打・2本塁打・4打点                   |
| 1972 | ジーン・テナス                  | 捕手     | オークランド・アスレチックス   | 打率.348・4本塁打・9打点                                     |
| 1973 | レジー・ジャクソン              | 外野手   | オークランド・アスレチックス   | 打率.310・3二塁打・1三塁打・1本塁打・6打点                   |
| 1974 | ローリー・フィンガーズ          | 投手     | オークランド・アスレチックス   | 1勝0敗・2セーブ・防御率1.93・9.1イニング・6奪三振            |
| 1975 | ピート・ローズ                  | 三塁手   | シンシナティ・レッズ           | 打率.370・3得点・1二塁打・1三塁打・2打点                     |
| 1976 | ジョニー・ベンチ                | 捕手     | シンシナティ・レッズ           | 打率.533・1二塁打・1三塁打・2本塁打・6打点                   |
| 1977 | レジー・ジャクソン（2）         | 外野手   | ニューヨーク・ヤンキース       | 打率.450・5本塁打・8打点・OPS 1.792                          |
| 1978 | バッキー・デント                | 遊撃手   | ニューヨーク・ヤンキース       | 打率.417・1二塁打・7打点                                     |
| 1979 | ウィリー・スタージェル          | 一塁手   | ピッツバーグ・パイレーツ       | 打率.400・4二塁打・3本塁打・7打点                            |
| 1980 | マイク・シュミット              | 三塁手   | フィラデルフィア・フィリーズ   | 打率.381・1二塁打・2本塁打・7打点                            |
| 1981 | ロン・セイ                      | 三塁手   | ロサンゼルス・ドジャース       | 打率.350・1本塁打・6打点                                     |
| 1981 | ペドロ・ゲレーロ                | 外野手   | ロサンゼルス・ドジャース       | 打率.333・1二塁打・1三塁打・2本塁打・7打点                   |
| 1981 | スティーブ・イェーガー          | 捕手     | ロサンゼルス・ドジャース       | 打率.286・1二塁打・2本塁打・4打点                            |
| 1982 | ダレル・ポーター                | 捕手     | セントルイス・カージナルス     | 打率.286・2二塁打・1本塁打・5打点                            |
| 1983 | リック・デンプシー              | 捕手     | ボルチモア・オリオールズ       | 打率.385・4二塁打・1本塁打・2打点                            |
| 1984 | アラン・トランメル              | 遊撃手   | デトロイト・タイガース         | 打率.450・1二塁打・2本塁打・6打点                            |
| 1985 | ブレット・セイバーヘイゲン      | 投手     | カンザスシティ・ロイヤルズ     | 2勝0敗・防御率0.50・18イニング・10奪三振・2完投・1完封       |
| 1986 | レイ・ナイト                    | 三塁手   | ニューヨーク・メッツ           | 打率.391・1二塁打・1本塁打・5打点                            |
| 1987 | フランク・バイオーラ            | 投手     | ミネソタ・ツインズ             | 2勝1敗・防御率3.72・19.1イニング・16奪三振                   |
| 1988 | オーレル・ハーシュハイザー      | 投手     | ロサンゼルス・ドジャース       | 2勝0敗・防御率1.00・18イニング・17奪三振・2完投・1完封       |
| 1989 | デーブ・ステュワート            | 投手     | オークランド・アスレチックス   | 2勝0敗・防御率1.69・16イニング・14奪三振・1完投・1完封       |
| 1990 | ホセ・リーホ                    | 投手     | シンシナティ・レッズ           | 2勝0敗・防御率0.59・15.1イニング・5奪三振                    |
| 1991 | ジャック・モリス                | 投手     | ミネソタ・ツインズ             | 2勝0敗・防御率1.17・23イニング・15奪三振・1完投・1完封       |
| 1992 | パット・ボーダーズ              | 捕手     | トロント・ブルージェイズ       | 打率.450・3二塁打・1本塁打・3打点                            |
| 1993 | ポール・モリター                | 指名打者 | トロント・ブルージェイズ       | 打率.500・2二塁打・2三塁打・2本塁打・8打点                   |
| 1994 | 開催中止                        | 開催中止 | 開催中止                       | 開催中止                                                     |
| 1995 | トム・グラビン                  | 投手     | アトランタ・ブレーブス         | 2勝0敗・防御率1.29・14イニング・11奪三振                     |
| 1996 | ジョン・ウェッテランド          | 投手     | ニューヨーク・ヤンキース       | 5試合・4セーブ・防御率2.08・4.1イニング・6奪三振             |
| 1997 | リバン・ヘルナンデス            | 投手     | フロリダ・マーリンズ           | 2勝0敗・防御率5.27・13.2イニング・7奪三振                    |
| 1998 | スコット・ブロシアス            | 三塁手   | ニューヨーク・ヤンキース       | 打率.471・2本塁打・6打点                                     |
| 1999 | マリアノ・リベラ                | 投手     | ニューヨーク・ヤンキース       | 1勝・2セーブ・防御率0.00・4.2イニング・3奪三振               |
| 2000 | デレク・ジーター                | 遊撃手   | ニューヨーク・ヤンキース       | 打率.409・2二塁打・1三塁打・2本塁打・2打点、                 |
| 2001 | ランディ・ジョンソン            | 投手     | アリゾナ・ダイヤモンドバックス | 3勝0敗・防御率1.04・17イニング・19奪三振・1完投・1完封       |
| 2001 | カート・シリング                | 投手     | アリゾナ・ダイヤモンドバックス | 1勝0敗・防御率1.69・21イニング・26奪三振                     |
| 2002 | トロイ・グロース                | 三塁手   | アナハイム・エンゼルス         | 打率.385・3本塁打・8打点                                     |
| 2003 | ジョシュ・ベケット              | 投手     | フロリダ・マーリンズ           | 1勝1敗・防御率1.13・16.1イニング・19奪三振・1完投・1完封     |
| 2004 | マニー・ラミレス                | 外野手   | ボストン・レッドソックス       | 打率.412・1本塁打・4打点                                     |
| 2005 | ジャーメイン・ダイ              | 外野手   | シカゴ・ホワイトソックス       | 打率.438・1本塁打・3打点                                     |
| 2006 | デビッド・エクスタイン          | 遊撃手   | セントルイス・カージナルス     | 打率.364・8安打・4打点                                       |
| 2007 | マイク・ローウェル              | 三塁手   | ボストン・レッドソックス       | 打率.400・1本塁打・4打点                                     |
| 2008 | コール・ハメルズ                | 投手     | フィラデルフィア・フィリーズ   | 1勝0敗・防御率2.77・13.0イニング・8奪三振                    |
| 2009 | 松井秀喜                        | 指名打者 | ニューヨーク・ヤンキース       | 打率.615・3本塁打・8打点・OPS 2.027                          |
| 2010 | エドガー・レンテリア            | 遊撃手   | サンフランシスコ・ジャイアンツ | 打率.412・2本塁打・6打点                                     |
| 2011 | デビッド・フリース              | 三塁手   | セントルイス・カージナルス     | 打率.348・1本塁打・7打点                                     |
| 2012 | パブロ・サンドバル              | 三塁手   | サンフランシスコ・ジャイアンツ | 打率.500・3本塁打・4打点                                     |
| 2013 | デビッド・オルティーズ          | 指名打者 | ボストン・レッドソックス       | 打率.688・2本塁打・6打点・OPS 1.948                          |
| 2014 | マディソン・バンガーナー        | 投手     | サンフランシスコ・ジャイアンツ | 2勝1セーブ・防御率0.47・19.0イニング・17奪三振・1完投・1完封 |
| 2015 | サルバドール・ペレス            | 捕手     | カンザスシティ・ロイヤルズ     | 打率.364・2二塁打・2打点                                     |
| 2016 | ベン・ゾブリスト                | 二塁手   | シカゴ・カブス                 | 打率.357・5得点                                              |
| 2017 | ジョージ・スプリンガー          | 外野手   | ヒューストン・アストロズ       | 打率.379・5本塁打・7打点                                     |
| 2018 | スティーブ・ピアース            | 一塁手   | ボストン・レッドソックス       | 打率.333・3本塁打・8打点                                     |
| 2019 | スティーブン・ストラスバーグ    | 投手     | ワシントン・ナショナルズ       | 2勝0敗・防御率2.51・14イニング・14奪三振                     |
| 2020 | コーリー・シーガー（1）         | 遊撃手   | ロサンゼルス・ドジャース       | 打率.400・2本塁打・5打点                                     |
| 2021 | ホルヘ・ソレア                  | 外野手   | アトランタ・ブレーブス         | 打率.300・3本塁打・6打点・OPS 1.191                          |
| 2022 | ジェレミー・ペーニャ            | 遊撃手   | ヒューストン・アストロズ       | 打率.400・1本塁打・3打点                                     |
| 2023 | コーリー・シーガー（2）         | 遊撃手   | テキサス・レンジャーズ         | 打率.286・3本塁打・6打点                                     |
| 2024 | フレディ・フリーマン            | 一塁手   | ロサンゼルス・ドジャース       | 打率.300・4本塁打・12打点・OPS1.364                          |